# James Valentine

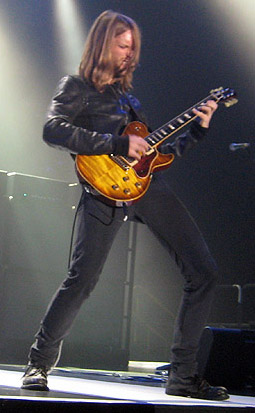
James Valentine

James Burgon Valentine (geboren 5 oktober 1978 in Lincoln, Nebraska) is een Amerikaanse gitarist, bekend geworden als gitarist van Maroon 5. 
Hij speelde in een aantal bandjes, toen hij met Adam Levine de band Maroon 5 oprichtte. De band is bekend van verscheidene hits als Makes Me Wonder, This Love, Wake Up Call en She Will Be Loved.
- International Standard Name Identifier: 0000 0003 7190 1634
- Library of Congress Control Number: n2007010753
- MusicBrainz: f8abfd32-73f9-49e7-9b88-3e47ea27a2cd
- Nationale Bibliotheek van Tsjechië: xx0203688
- Virtual International Authority File: 38820537
- WorldCat: E39PBJxmBMqWcFKrdQf8xwQKBP